# Spilinga
Spilinga är en ort och kommun i provinsen Vibo Valentia i regionen Kalabrien i Italien. Kommunen hade 1 558 invånare (2017).